# Kottak
Kottak, w początkowym okresie działalności pod nazwą Krunk – amerykański zespół grający muzykę z gatunku punk rock, założony przez perkusistę zespołu Scorpions Jamesa Kottaka.

## Historia
W 1996 roku James Kottak i jego była żona Athena Lee postanowili założyć zespół punkrockowy, jako poboczny projekt od głównych przedsięwzięć Jamesa Plany te uległy dość szybkiej zmianie, dzięki potencjałowi zespołu, za sprawą Atheny Lee - bardzo dobrej perkusistki oraz multiinstrumentalisty Jamesa Kottaka.
Umiejętności Atheny Lee zostały dość szybko docenione przez krytyków. Sama muzyk została nagrodzona statuetką za najlepszą perkusistkę, a zespół za najlepszą grupę punk rockową na gali Rock City News Awards w Los Angeles, w listopadzie 1997 roku.
W 2006 roku zmieniła się nazwa zespołu z "Krunk" na "Kottak" w związku z odejściem z zespołu Atheny Lee, która przestała być żoną Jamesa Kottaka.

## Skład zespołu
- James Kottak - gitara rytmiczna, wokal prowadzący
- Stephanie Smith - gitara prowadząca, wokal wspierający
- Niels Wandrey - gitara basowa
- Francis Ruiz - perkusja - od 2006

## Byli członkowie
- Athena Lee - perkusja - 1996-2006

## Dyskografia
- Greatest Hits - 1998
- Therupy - 2006
- Rock and Roll Forever - 2010
- Attack - 2011